# Marienstift (Einbeck)

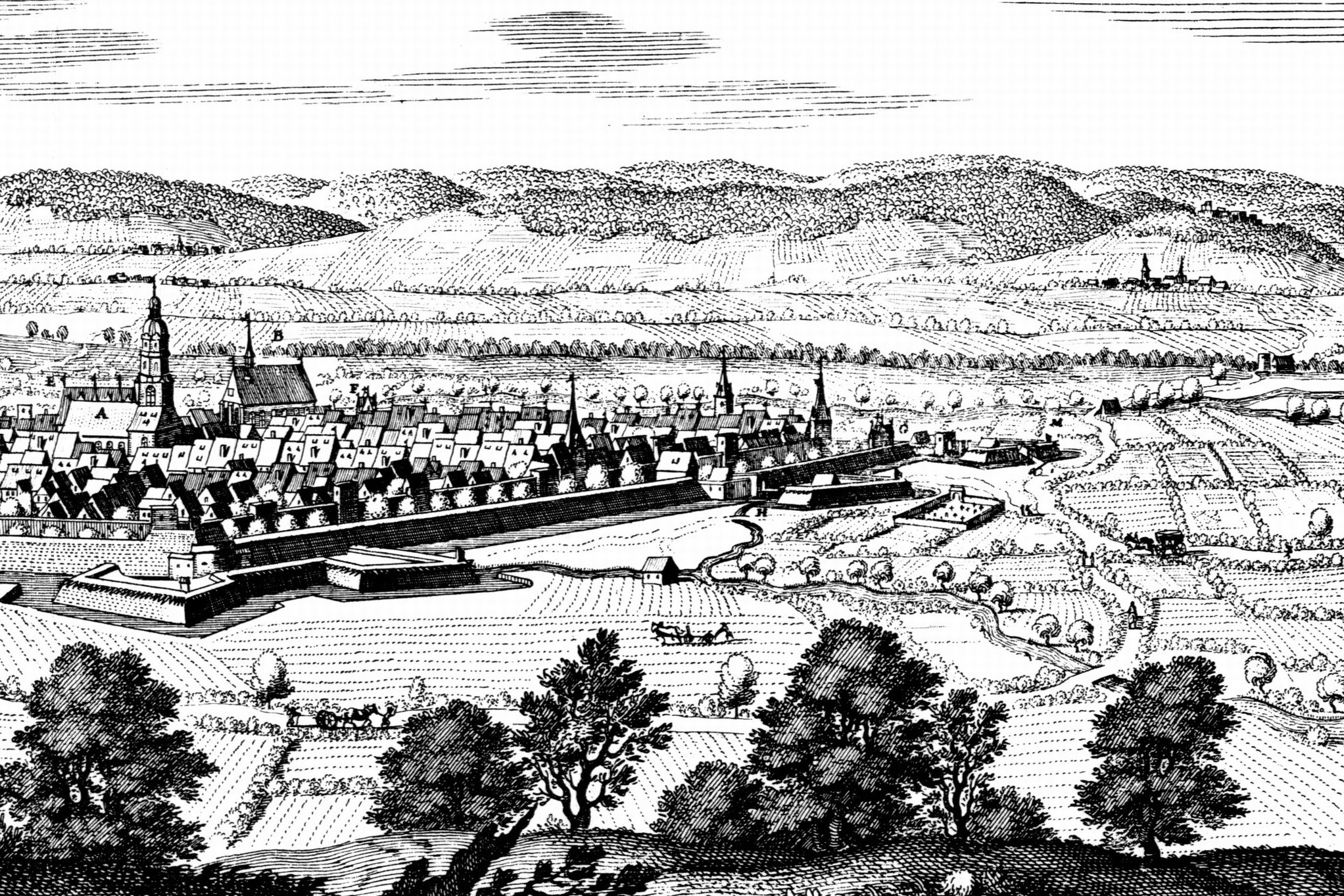
Ummauerter rechteckiger Friedhof des Marienstiftes im Jahr 1654 westlich des Tiedexer Tores

Das Marienstift war ein im Mittelalter gegründetes Kollegiatstift vor dem Tiedexer Stadttor von Einbeck.

## Lage
Das Stiftsgebiet befand sich nordwestlich außerhalb der Stadtmauern Einbecks. Im Westen begrenzt es der Hubeweg, im Süden das Tiedexer Tor (frühere Bezeichnungen: Steinweg/Dasselsche Twetge) und im Norden und Osten ging es bis an das Krumme Wasser. Der Friedhof des Stiftes blieb bis zur Aufhebung des Stiftes erhalten. Heute erinnert noch eine Straße Auf der lieben Frau daran.
Die bekannte Stadtansicht aus Merians »Topographia Germaniae«, Band 15: »Herzogtum Braunschweig-Lüneburg«, Frankfurt am Main 1654 – zeigt diesen Friedhof und mit H markiert die Verschanzungen des Tiedexer Tores.

## Gründung und Entwicklung
Zu Beginn des 13. Jahrhunderts gründeten die Kalandsbrüder bei Einbeck eine Kirche mit Hospital für Reisende und Pilger und widmeten sie der Jungfrau Maria. Die Kalandsbrüder waren in dieser Gegend ein Gegenpol zu dem zentralistisch organisierten Petersstift Nörten. 1203 stellte der Mainzer Erzbischof Siegfried ihre Kirche unter seinen Schutz. Pfalzgraf Heinrich befreite sie 1208 von Abgaben. Um 1243 erhielten die Kalandsbrüder von Adolf II. von Dassel den Zehnten in Kohnsen, den sie an die Herren von Oldershausen verlehnten. Nach verschiedenen Schenkungen schlugen die Kalandsbrüder die Umwandlung zum Kollegiatstift vor. Die Initiative wurde durch das Stift St. Alexandri unterstützt. 1297 wurde die Benennungsurkunde durch Herzog Heinrich Mirabilis mit Genehmigung des Erzbischofs Gerhard ausgestellt auf: Collegiatstift unserer lieben Frau oder Collegiatstift der seligen Jungfrau Maria (Latein = ecclesia collegiata beatae Mariae virginis).
Das Stift erhielt Schenkungen durch:
- Herzog Heinrich Mirabilis
- Herren von Oldershausen (1299 Zehnter in Kohnsen)
- Bodo von Homburg (1305 und 1312) Mansen in Andershausen, 1314 Zehnter in Holtensen
- Ernst von Grubenhagen (1342 je 11 Malter Roggen und Hafer).

Der Dechant des Stifts schuf zwölf Stellen für Kanoniker. Die Zahl der Vikarien setzte er auf sechs fest. Die Kanoniker zogen 1319 nach Einbeck um, nachdem der Knappe Lippold von Freden ihre Wohngebäude aus Verärgerung über die Stadt Einbeck in Brand gesetzt hatte. Dadurch waren sie nunmehr von den Öffnungszeiten der Stadttore abhängig, sodass das Kapitel 1391 festlegte, dass sofort nach Toröffnung zusammenzukommen sei, um eine Messe zu lesen.
1408 verlieh Herzog Otto, zugleich Propst von St. Alexandri, dem Stift die eigene Gerichtsbarkeit.
Den Erfolg dieses Stifts versuchten die Herren von Plesse an ihrem hochverschuldeten Benediktinerkloster Marienstein nachzuahmen. Dazu wandelten sie es 1447 in ein Stift um, indem sie es den Mündener Kalandsbrüdern übergaben. Diese gingen aber bereits 1451 zurück nach Münden, da die Zahlungsforderungen die Einnahmen überstiegen.
1479 trat das Kloster Corvey das Patronatsrecht über die Kirche St. Nicolai in Hullersen an das Stift ab.
1547 zog Kaiser Karl V. mit seinem Heer Richtung Elbe, um den Schmalkaldischen Bund zu bekämpfen. Die Bürger Einbecks fürchteten, dass die kaiserlichen Truppen die Stiftsgebäude als Versteck und Ausgangspunkt zum Angriff auf ihre Stadt nutzen könnten. Daher brachen sie die Gebäude, bestehend aus Kirche, Kapitelhaus, Scheunen und 18 Wohnhäusern, vorsorglich ab. So verfuhren auch die Braunschweiger Bürger mit dem Cyriakusstift.

## Nach der Reformation
Nach der Reformation, die in dieser Gegend von Elisabeth von Calenberg eingeführt wurde, verlieh der jeweilige Landesherr die Pfründen an in verschiedenen Orten wohnhafte Beamte oder Militärpersonen, so dass das Stift zu dessen Versorgungseinrichtung wurde.
1566 erfolgte der Wiederaufbau der Kirche. Der Dachfirst dieser Kirche ist zu sehen auf einem 1595 entstandenen Holzschnitt, den Johannes Letzner in seiner Dasselischen und Einbeckischen Chronica abdruckte. 1632 marschierte General Pappenheim von der Weser auf Einbeck zu. Die Bürger Einbecks fürchteten, dass die Kirche als Zwischenstation zu einem Angriff auf Einbeck dienen könnte und rissen sie daher wieder ab. Nach dem Dreißigjährigen Krieg bestand das Stift als Korporation weiter. Es wurde an die Kirche St. Alexandri verlegt und bestand dort wie das dortige Stift bis 1863. Am 1. Juli 1863 wurde es aufgehoben. Das Vermögen ging an den Allgemeinen Hannoverschen Klosterfonds, den die Klosterkammer Hannover verwaltet.

## 19. Jahrhundert
Im frühen 19. Jahrhundert gehörte das Stift zum Departement der Leine im Königreich Westphalen. Im Zuge der neuen Verwaltungsgliederung wurden im Königreich auch Lehen und alte Adelsvorrechte aufgehoben. Am 1. Dezember 1810 wurde die Aufhebung des Stiftes angeordnet. Am 7. Februar 1811 schrieb Präfekt Delius den Stiftsbesitz zum Verkauf aus. Da der Besitz dann nicht vollständig verkauft werden konnte, sollte er verpachtet werden. Mit dem Ende des Königreiches wurde der alte Zustand wiederhergestellt.
Die überkommenen Adelsprivilegien wurden dann doch abgeschafft: Die Ablösung von Diensten und Abgaben wurde im Königreich Hannover nach der Bauernbefreiung am 10. November 1831 gesetzlich festgeschrieben. Dabei blieben die Bauerngüter erhalten, und die ehemaligen Grundherren erhielten eine Geldentschädigung.

## Besitz
Die Kirche, über deren Architektur nichts überliefert ist, hatte insgesamt 7 Altäre:
- Hochaltar im Chor
- Altar St. Fabiani und Sebastiani
- Altar der Heiligen Drei Könige
- Altar St. Katharini
- Altar St. Francisci
- Altar Johannis des Täufers und des Evangelisten
- Altar der heiligen Engel.

Den Altären waren die sechs Vikarien zugeordnet sowie sieben Kommenden. Ein Altar hat sich in der Niedersächsischen Landesgalerie erhalten.
Zu Beginn des 19. Jahrhunderts hatte das Stift noch Zehntrechte in Kohnsen, Dorste, Deitersen, Edesheim, Holtensen, Olxheim, Amelsen und Avendshausen; weiterhin 27 Hufe (Meierhöfe) verteilt auf die Ämter Rotenkirchen, Erichsburg, Westerhof, Brunstein, Hunnesrück und Wickensen; zudem rund 400 Morgen Land bei Einbeck, Kuventhal und Volksen.

## Dechanten
Das Stift hatte zwischen Gründung und 1547 achtzehn Dechanten:
- Bertold von Kinnebard bis 1335
- Henricus Rotundi ab 1335
- Conrad von Nesselreden ab 1358
- Wedekind von Odagsen ab 1377
- Hermann Heinfridus ab 1399
- Hermann Niedegen ab 1417
- Johann von Berckefeldt ab 1424
- Johann von Loch ab 1428
- Dieterich Leseberg ab 1437
- Johann Kleineberg bis 1471
- Burchard Utermöhlen bis 1492
- Johann Lemken bis 1493
- Andreas Topp bis 1508, anschließend Dechant in St. Alexandri
- Johann Menz 1510
- Dittmar Kruse bis 1519
- Bertold Raphon (Bruder von Johann Raphon, Maler und Dechant in St. Alexandri) bis 1529, anschließend Kanoniker in St. Alexandri bis 1536
- Johann Smed bis 25. Oktober 1540, danach Kanoniker
- Johann Scheven 25. November 1540 – 1561